# Timothy Christian Senior

Wappen von Timothy Christian Senior

Wappen von Timothy Christian Senior als Weihbischof

Timothy Christian Senior (* 22. März 1960 in Philadelphia) ist ein US-amerikanischer Geistlicher und römisch-katholischer Bischof von Harrisburg.

## Leben
Timothy Christian Senior studierte am Priesterseminar Saint Charles Borromeo in Overbrook, wo er den Bachelor und den Master in Theologie erwarb. Der Erzbischof von Philadelphia, John Joseph Kardinal Krol, spendete ihm am 18. Mai 1985 das Sakrament der Priesterweihe.
Neben Aufgaben als Kaplan in Feasterville war er von 1987 bis 1988 stellvertretender Direktor des diözesanen Jugendseelsorgeamts. Von 1988 bis 1989 unterrichtete er an der Archbishop Kennedy High School und studierte anschließend am Boston College, wo er 1992 Mastergrade in Verwaltung und Soziale Arbeit erwarb. Von 1992 bis 1997 war er stellvertretender Sekretär und von 1997 bis 2004 Sekretär der Catholic Human Services im Erzbistum Philadelphia. Anschließend war er bis 2009 Bischofsvikar für den Klerus.
Papst Benedikt XVI. ernannte ihn am 8. Juni 2009 zum Titularbischof von Floriana und Weihbischof in Philadelphia. Der Erzbischof von Philadelphia, Justin Francis Kardinal Rigali, spendete ihm am 31. Juli desselben Jahres in der Kathedralbasilika St. Peter und Paul in Philadelphia die Bischofsweihe; Mitkonsekratoren waren Daniel Edward Thomas, Weihbischof in Philadelphia, und Michael Joseph Bransfield, Bischof von Wheeling-Charleston.
Als Weihbischof war er von 2009 bis 2012 Generalvikar und Moderator der Kurie. Von 2012 bis 2022 war er Rektor und seither Kanzler des Priesterseminars Saint Charles Borromeo. Außerdem war er als Bischofsvikar für die County Montgomery und den Stadtbezirk South Philadelphia zuständig.
Am 25. April 2023 ernannte ihn Papst Franziskus zum Bischof von Harrisburg. Die Amtseinführung fand am 21. Juni desselben Jahres statt.